# フルメタル・パニック! アナザー
『フルメタル・パニック！ アナザー』（Full Metal Panic! another）は、大黒尚人による日本のライトノベル。本作でも引き続き、イラストは四季童子が担当している。富士見ファンタジア文庫（富士見書房→KADOKAWA）より2011年8月から2016年2月まで刊行されている、『フルメタル・パニック!』（以降、『フルメタ』）の外伝小説であり、『フルメタ』の12年後の世界が舞台となっている。
月刊ニュータイプエースにてコミカライズ版が連載中。2011年10月29日よりtwitterにてヒロインであるアデリーナの公式キャラクターアカウントが開設されている。2012年9月からROBOT魂での商品化が始まり、2013年2月7日にはROBOT魂ブレイズレイヴン2号機が付属した本作第5巻限定版が発売された。

## 作品背景
本作は『フルメタル・パニック!』の完結によって世界観が終わってしまうことを惜しんだ富士見書房が、原作者である賀東招二以外の者にメカ主体の外伝を作ってもらおうということで誕生した。

## あらすじ

### 第一章（第1巻 - 第5巻）
ミスリルとアマルガムの戦いから12年後、陣代高校に通う市之瀬達哉は、家業である土建屋「市ノ瀬建設」の手伝いで訪れた新潟県において、暴走する自衛隊のAS「96式改」と、民間軍事会社 D.O.M.S.のAS「シャドウ」の戦いに巻き込まれる。もともと彼はAS操縦の経験はなかったものの、ASの技術を民間転用したPSを操縦していた経験を活かし、負傷したシャドウの操縦者アデリーナの代わりにシャドウを操縦して96式改を止める。
達哉の活躍を知ったD.O.M.S.社長のメリッサ・マオは、達哉を自社の研修生としてスカウトする。自身の進路に悩んでいたことと、実家の借金返済を助けるためという2つの理由もあり、達哉はスカウトを承諾し、アメリカで本格的なAS操縦者としての訓練を受ける。当初は「実戦には関わらない」という名目で活動していたD.O.M.S.だが、自衛隊の試作AS「ブレイズ・レイヴン」を巡る策謀、派遣先の国々の政情不安なども相まって、新人の達哉も否応なく実戦に駆り出されることになる。
祖国・ラシッド王国のために重責を背負って戦うユースフ、そしてテロリストである姉弟 三条菊乃・三条旭など、自分とは違う世界を歩んできた同年代の少年少女たちや、様々な兵士たちとの出会いを通じて、達哉はこれまで想像もしなかった世界とその現実を知る。
このうち、マランパ共和国では初めての戦争を経験し、戦争とそこで生きる人々の過酷な現状を知る。その後、バリク王国でASが生身の兵士を虐殺している所を目撃した事で、達哉は自分のAS乗りとしての才能、すなわち「人を容易に殺せる才能」について思い悩む。同時期にD.O.M.S.がステファンたちに乗っ取られて就職も立ち消えになったことから、実家に戻ってごく普通の生き方をしようと志すが、戦場に慣れ過ぎたために平和な日常に対する違和感を拭いきれずにいた。そんな時にアデリーナから、ジオトロン・エレクトロニクス社に奪われたAS-1の奪取作戦に誘われ「君が必要だ」という言葉を受け、迷いを捨ててAS乗りとして生きることを改めて決意する。
その矢先、ジオトロン・エレクトロニクス社の会長に就任したロバート・モーガンは、配下のダリル・クラークをつかって爆破テロを起こす。これにマオが巻き込まれ意識不明の重体に陥ったところで、彼らはD.O.M.S.を乗っ取る。

### 第二章（第6巻 - ）
「レイヴン」の内部にて、13年前の大規模テロ事件で見つかった「所属不明のM9型ASの残骸」に内蔵されていた装置「TAROS」が組み込まれていることが判明する。そして、ジオトロン社は「カエサル・プロジェクト」と呼ばれる計画に基づき開発している無人AS「ケントゥリア」に達哉の戦闘データを転用する。
アデリーナやユースフ達が復讐のためにジオトロン社と戦う準備を進める。また、達哉は自分の才能が誰かに勝手に利用されているなら、それは自分自身の戦いだと、D.O.M.S.を離脱した仲間達と共にジオトロン社と戦う決意を固める。
そして、新生D.O.M.S.は、ルーマニアのクインコム要塞にある「ケントゥリア」生産拠点を襲撃する。D.O.M.S.社長となったミハイロフの部下のナタリアや三条姉弟を交えた総力戦のさなか、一体のケントゥリアがプログラム外の異常行動を起こして要塞が崩落してしまう。要塞内部でも火災が発生し、その場にいた達哉・菊乃・旭のうち、旭が瓦礫に閉じ込められ脱出不能となる。火で焼かれる旭を苦しみから救うため、達哉と菊乃は二人で彼に「慈悲の一撃」を与え、初めての殺人という重みを共有することになった。この出来事の後、達哉は必要ならば殺人も躊躇わない覚悟を見得るもそれとは別にASでの戦闘行為に高揚感を覚えつつある自分自身の変化に悩むようになっており、もう日本での生活には戻れないのではないかと考えていた。
そのころ、異常行動を起こした「ケントゥリア」は、 ジオトロン社のAS開発部から技術顧問としてD.O.M.S.出向してきたヨナタン・クルピンスキーによって回収される。異常行動の原因は、転送時の「揺らぎ」によって他のAIと異なる思考形態を獲得したことにあり、クルピンスキーはこれを元にした真AI「カエサル」が誕生する事を予言する。
ある日、達也はガルナスタン共和国へ行き、大統領の息子で共和国防衛隊の中将を務めるオルカン・アタエフと出会う。オルカンは祖国の行く末を憂うアリー・パルミシュ将軍が企てるクーデターに参加を申し入れられた際、パルミシュ将軍からの一言で精神に軋みが生じる。そこへ、クルピンスキーがロシアの旧KGBとのコネを活かしてガルナスタンのクーデターにスペツナズを投入する。将軍に嵌められたと思い込んだオルカンはパルミシュ将軍を射殺。そこに現れたTAROSを用いた完全思考操縦型〈トゥリヌス〉に搭乗した結果、オルカンは「静的な興奮状態」になり、TAROSと共鳴した。〈ケントゥリア〉ともリンクしたオルカンはスペツナズおよび反乱軍を撃破し、将軍の娘で幼馴染であるソラヤを拘束した。もともとオルカンは頼りない性格だったが、TAROSとの共鳴により暴君の様に変貌してしまう。
周辺国への大規模軍事侵攻を始めたガルナスタンを止めるべく、アフガニスタンで体勢を立て直した達也達はオルカンが座す共和国宮殿地下シェルターへの空挺強襲作戦を決行。シェルター内で達也はミハイロフ、アデリーナと菊乃はオルカン、ユースフとクララ・サラ―ラはクルピンスキーと対峙する。達也はミハイロフに勝利し、菊乃とアデリーナはオルカンを圧倒するも、死の恐怖から生じた感情の暴発とカエサルの自己進化によりラムダ・ドライバが発動。超常の力で菊乃とアデリーナを一蹴し、ミハイロフまで手に掛けたオルカンは達也へ襲い掛かり、更にはインペリウム・ネットワークを介してケントゥリアやレガトゥスもラムダ・ドライバを使用可能となり窮地に陥るも、息絶える間際のミハイロフが放った攻撃でオルカンが平静を失いラムダ・ドライバが途絶えた事で形勢は逆転する。
その最中、自己進化により自我を獲得するに至ったカエサルは、自己を確立する為にオリジナルである達也の抹消を目論み行動を開始する。オルカンをラムダ・ドライバ用生体パーツへと洗脳し、強化外装ベスティアへ接続するとシェルターを破壊。更に達也の産まれた痕跡を消し去ろうと日本へと飛び立つ。
辛うじて生還した達也は到着の遅れていたレイブン五号機へ乗り換え、ロシアの協力を受けICBMを用いた弾道飛行で日本へ向かう。市之瀬一家を狙い調布を蹂躙するベスティアを破壊し、トゥリヌスとの格闘戦を制した達也はオルカンを救出しカエサルを機体ごと破壊、カエサル・プロジェクトとの因縁に終止符を打った。オルカンは一命を取り留めるも洗脳により幼児退行を引き起こしており、ソラヤに連れられる形でラシッド王国へ亡命した。
その後、達哉は新生D.O.M.S.を辞めて市之瀬建設に就職。その傍には、同じく市之瀬建設へ転職したアデリーナの姿もあった。

### 短編集（第9巻）
時間軸はナンバリング通りだが、回想という体裁で短編集になっている。

## 登場人物

### D.O.M.S.（ダーナ・オシー・ミリタリー・サービス）
市之瀬 達哉（いちのせ たつや）
本作の主人公。都立陣代高校に通う三年生。かつて外国人の女性英語教師に恋心を抱き、彼女の心を射止めるために猛勉強を重ね、TOEICで900点台を叩き出した。そのおかげで英会話には不自由しなくなったものの、肝心の英語教師は結婚のために故郷へ帰ってしまい、人生3度目の失恋を経験。それ以来「外国人の女は信用出来ない」という持論を持つが、作中でもメリッサ・マオに一目惚れし、人生4度目の失恋を味わうこととなる。
小学生の頃からPSを使い実家の土建屋「市ノ瀬建設」を手伝ってきたため、PSの操縦が得意である。
アデリーナらD.O.M.S.AS教導課第3班と自衛隊との演習中に起きたAS暴走事件に巻き込まれ、重傷を負ったアデリーナに代わりZy-99M「シャドウ」をバイラテラル角の調整も行わないままぶっつけ本番で操縦し、機体の左足を失いながらも暴走した96式改と格闘し動作停止させた。その才能を評価したD.O.M.S.社長のマオから直々にスカウトを受け、実家の財政難を助けるという目的から入社を志願。アデリーナの課した厳しい訓練を経てAS教導課の入隊試験に見事合格し、コールサイン「オシラ4」となる。その後、AS-1〈ブレイズ・レイヴン〉の輸送任務中に三条姉弟の奇襲を受けたことがきっかけで同機に緊急搭乗し、最新装備「アジャイル・スラスタ」を見事に使いこなして勝利。その交戦結果を分析した溝呂木によって、「TAROS」の適性がある事が判明し、AS-1（1号機）のテストオペレーターに選抜された。
アデリーナ・アレクサンドロヴナ・ケレンスカヤ
声 - 沢城みゆき（2011年TVCM）
本作のヒロインで、PMC（民間軍事会社）であるD.O.M.S.のAS教導課第3班に勤めるASオペレータ。コールサインは「オシラ3」。
幼少の頃から故郷の紛争で民兵をしていた。現在はD.O.M.S.に入社した達哉の訓練教官兼先輩オペレーターを務める。
操縦者としての腕前はベテランクラスで、AS戦では基本に忠実で粘り強く無駄の無い戦い方が特徴。AS-1の適性試験では社内で一位の成績を記録しており、遅れて納入された2号機のテストオペレータに選抜された。ただしTAROSの適性は低いようで、まともに起動させられない。
普段は口数もあまり多くなく冷静だが、説明したがりで、ASのウンチクを語り出すと止まらない。前作の相良宗介ほどではないが社会常識に疎く、よくマオに騙され社長命令でコスプレをさせられる。またマオに深い恩義を感じており、コスプレへの指摘やマオへの悪口に反応してデコピンで報復する。いつもむっつりとした表情でいる事が多いが、何度か達哉に柔らかい小さな笑みを見せている。
大好物はマヨネーズで、どんな食べ物にもこれをかける悪食癖がある。
自分がかつて失った平穏な日々と日本で見た今のある達哉の平穏な日常を重ね、その平穏な日々を遠ざけてしまう達哉のAS乗りとしての才能をどこか喜べずにおり、加えてAS-1（1号機）の専属操縦者に選ばれた彼に対し半ば嫉妬のような感情を抱き、納入されたばかりの2号機で達哉に決闘を挑む。そこで自分の感情を吐露したことで和解し、達哉との距離を僅かではあるが縮め、お互いに気になる存在となる。
マランパ共和国の内戦に巻き込まれた際には、菊乃の駆るセプターを倒すなど勝利に貢献した。その際初めての仲間の死を目にした達哉を優しく抱擁し慰めている。
マオがテロに合い意識不明の重体に陥った際に激しい憎悪を抱くが、D.O.M.S.を守るために奮闘する。しかし、D.O.M.S.が買収によりミハイロフに乗っ取られたと知り、D.O.M.S.を退職。同じく退職した元D.O.M.S.社員と共に新生D.O.M.S.を結成。ミハイロフに「D.O.M.S.の名を奪い、汚した事は忘れない」と宣言する。
8巻終盤にガルナスタンでナタリアに撃墜され、達哉達からは死亡したと思われている。しかし強運により軽傷で済んでおり、意識を失っていたところをミハイロフに回収されていた。そしてニサ基地の医療棟で目覚め、彼と再会した。10巻で、オルカンによって拘束された状態で修復されたAS-1（2号機）に搭乗させられ、遠隔操縦で達也のAS-1（1号機）と殺し合いをさせられるが、達也の機転で救出された。そして、最終巻で達也と両思いになり、ガルナスタンでの最終決戦まで戦い抜いた。
最終決戦後、達也に誘われて新生D.O.M.S.を辞めて市之瀬建設に就職し、市之瀬家に住み込んでいる。
メリッサ・マオ
D.O.M.S.社長。前シリーズから外見は変わっていないが、美貌を保つためにかなりの苦労をしている模様。多忙な身ではあるが、娘のクララとはできる限り一緒にいる時間を作るようにしている。
クルツとの離婚歴が3回ある（結婚と離婚を3回繰り返している）。
AS暴走事件にて活躍した達哉の能力に目をつけ、多額の契約金と引換えにD.O.M.S.に引き込んだ。
クララの射撃の才能を、スポーツ射撃など戦場以外でも活かす道はあるという理由から、クララがD.O.M.S.に勝手に出入りしているのを黙認していたが、娘が事件に巻き込まれた事から、銃に触れる事も社へ出入りする事も禁止した。
4巻終盤においてジオトロン社会長モーガンの配下ダリル・クラークが仕掛けた爆破テロに遭い、意識不明の重体に陥った。末12時間にも及ぶ緊急手術により死は免れたものの、幾つかの臓器を失った上、しばらくの間意識が戻らずバクスターのセーフハウスに匿われていた。最終決戦後に目を覚まし、実権を取り戻したD.O.M.S.の社長に復帰した。
クルツ・ウェーバー
メリッサ・マオの元夫でありクララの父。クララを溺愛しており、クララも父に非常に懐いている。
退役後にマオと会社を立ち上げるも、会社にろくに顔を出さない、出社しても昼間から酒を飲む、あちこちを放浪するなど、本来のズボラでダメ人間な部分が目立ってきている。しかしながら容姿は昔と変わらず美形で、超人的な狙撃技術も変わっていない。アデリーナは狙撃の能力を見たこともなく、社内で迷惑行為の被害に遭っていることもあってあまり良く思っていないが、テキサスの牧場で腕前を披露して以降、達哉からは慕われている。
マオと同じくクララが銃を触れる事には反対しており、自分が銃を教えたことの責任を感じてもいるが、本当に銃が必要なら止めはしないとクララに告げている。
マオが爆破テロにより意識不明の重体に陥った事により、必ず復讐する事を決意し単独で行動。その後テロ実行犯である、ジオトロン社会長付のダリルを狙撃により射殺し、それに加担したと目されるミハイロフを脅迫尋問し、彼を通して黒幕であるジオトロン社のモーガン会長に宣戦布告した。それ以来、ジオトロン社の刺客に追われているが、その都度に罠を仕掛けるなどして容赦ない反撃を加えつつ、暗殺の機会を伺っていた。そして、11巻の冒頭でモーガンを狙撃しようとしたが、寸前で〈ケントゥリア〉がモーガンを殺害するのを目撃することになった。
最終決戦後、メリッサやクララと共に暮らしている。
クララ・マオ
メリッサ・マオとクルツ・ウェーバーの娘。クルツ譲りの天才的な射撃の腕を持ち、彼から教えられた日本語が得意。かつてクルツから譲り受けた旧式のボルトアクション式ライフルを大切にしている。
D.O.M.S.に好き勝手に出入りして射撃の腕を磨いていたが、菊乃と旭が仕掛けてきた奇襲戦において、戦場のイロハも知らないままに敵機を狙撃。カルロスの危機を救うが、逆上した旭に殺されかけた。それがきっかけになり、銃に触れる事も社へ出入りする事も母親から禁止されたが、不在がちの母の目を盗んで未だにこっそり出入りしている。
クルツそっくりな口調で話し、年上の達哉に対しても尊大な態度をとる一方、由加里には愛玩動物のようにあしらわれることも多い。性格はマオに似て勝気であり、彼女とのケンカでゴネては度々プチ家出をしている。4巻において銃の所持とD.O.M.S.への出入りを禁止された際には、全米ライフル協会のスローガン「銃が人を殺すのではない、人が人を殺すのだ」を引用した書き置きを残して、クルツの居候先であるテキサスの牧場に家出している。
5巻においてマオが瀕死の重傷を負い、D.O.M.S.がステファンたちの乗っ取りにあったことから、旧社員たちによる反攻作戦に自ら志願。ジオトロン・エレクトロニクス社のユーコン研究所に対する奇襲作戦において、研究所の監視システムの一部を狙撃によって停止させ、ユースフたちの突入を支援。
その後、旧社員たちによる新生D.O.M.S.の立ち上げにあたり、マオの後を継ぐ者として最も相応しいと推薦を受け、名目上の代表に就任した（実務はベルトランが行う）。10巻では、ガルナスタン共和国から撤退したクララたちを追撃してクルディスタン共和国へ侵攻してきた超大型AS〈バリストラ〉を撃破する為に、サーミラの提案で複座式の96式改の後部座席に搭乗し（サーミラとユースフ以外には内緒だった）、作戦前にロニーに気付かれるが何とか説得し、作戦の終盤において長距離精密狙撃で〈バリストラ〉の弱点である後頭部の通信アンテナを撃ち抜いて、〈バリストラ〉を停止させた。
最終決戦後、新生D.O.M.S.の代表を辞めてメリッサやクルツと暮らしている。
なお、彼女の名付け親はテッサである事がフルメタル・パニック!短編9巻で示唆されている。
ユースフ・ビン・ムハンマド・ビン・カリーム・ケートリー
18歳。ラシッド王国の若き第三王子。長い髪に細面の顔立ちをしており、アラブ人にしては珍しい白い肌をしている。 既に婚姻しており、10歳ほど年の離れた幼妻のマルヤムがいる。
立場上、ラシッド王国軍の大佐の階級を持ち、形式上ではあるがAS教導団の司令官に任命されていた。本人のプライドの高さから、お飾りの司令官としての立場をよしとせずに自ら先頭に立ち続けていた。しかし、部下の被害を惜しむあまりに状況判断が遅く、かえって被害を出してしまうなど甘い所がある。
D.O.M.S.との演習では教科書通りの完璧な戦闘機動で達哉を追い詰めるも、交戦規定を無視した達哉の反則とも取れる強引な戦い方に敗れる。このことで演習後に口論を繰り広げるが、内心では達哉のとっさの対応力を認めていた。その後、演習での敗戦を理由にAS教導団司令官の座を下ろされ、D.O.M.S.で訓練を積むことを父王から命じられて訓練施設を訪れた。そこで達哉との因縁が蘇るも、再度行われた1対1の模擬戦を通して和解し、お互いをライバルとして、友人として認め合う。そしてマオのスカウトを受け、AS教導団第3班の新入隊員「オシラ5」として、従者のハッサンとサミーラと共に正式にD.O.M.S.に所属することとなった。
母国に居た頃は指揮官としての立場を優先するために本来の腕前を発揮できずにいたが、移籍してからはその立場から開放されたこともあって、天才レベルの腕前を発揮する。しかし、見栄えが良くなるポージングを意識したり、敵機に挑む際や仕留めた後に名乗りを上げるなど様式美を好む側面があり、バクスターたちを悩ませている。旭にもしばしば馬鹿にされているが、その卓越した操縦技術は彼に認められており、いつも互角以上の戦いを繰り広げているため意識されている。
派手で高貴な物を好み、自分専用のASとしてポケットマネーで購入した「ヴォルフ」に派手なカスタマイズをしてD.O.M.S.に持ち込んでいる。趣味はコーヒーのブレンド。
体術、狙撃技術、料理などあらゆる分野で才能を発揮するも、若干空気を読めないところがある。
4巻において、D.O.M.S.の任務でマランパ共和国を訪れた際に内戦に巻き込まれ、初めての実戦を経験する。その際危機に陥った達哉を救うために初めて人を殺してしまう。前から覚悟をしていたので自分は大丈夫だと、表面上は何事も無かったように振る舞っていたが、相当に堪えた模様。
5巻にてD.O.M.S.がジオトロン社に乗っ取られた後は、ポケットマネーを投じて新生D.O.M.S.のスポンサーとなり、貨物船に偽装した強襲揚陸艦「シンドバッド号」を提供した。6巻のクインコム要塞での戦闘で愛機ヴォルフを失うが、7巻からはAS-1の3号機「ファントム・レイヴン」の操縦者となる。
最終決戦後、新生D.O.M.S.を辞めて祖国に戻った。
ベルナール・ベルトラン
戦術分析課に属する分析官で、コールサインは「ナウシズ3」。元フランス陸軍大尉の過去を持つ。生真面目かつ冷静な性格で、分の悪い賭けには乗らないタイプ。幼年時代は、外交官の父とアフリカのマランパ共和国で10年近く過ごしていたため、マホメド、サラ兄妹と親交があった。D.O.M.S.がジオトロン・エレクトロニクス社に乗っ取られた後は退社し、アデリーナ達と共に新生D.O.M.S.を立ち上げる。
最終決戦後、実権を取り戻したD.O.M.S.に復帰した。
ダグラス・バクスター
AS教導課第3班の班長。日本の自衛隊AS部隊との共同演習のためにベルトランと共に来日する。マオやアデリーナとは長い付き合いの模様。コールサインは「オシラ1」。
4巻ラストで、マオと同乗していた車を何者かに爆破され重傷を負ったが、一命は取り留めた。6巻時点では、自分のセーフハウスにマオを匿っている。11巻の冒頭では、ロバートの狙撃を行おうとするクルツのサポートを行っていた。
最終決戦後、実権を取り戻したD.O.M.S.に復帰した。
カルロス・メンドーサ
AS教導課第3班の班員で、かつてはコロンビア軍に所属していた。コールサインは「オシラ2」。制服を着崩す、任務前日に深酒をして二日酔いになるなど、あまり素行が良くない。女にも手が早く、アデリーナに「種馬」と呼ばれた。
渡米してきた由加里をナンパしたことで達哉と対立し、ASでの模擬戦で対決するが、達哉の超人的とも言える機転と自らの油断から敗北。それ以降は達哉の兄貴分として付き合っている。達哉に負けたとはいえ腕前と経験は人並み以上であり、AS-1を狙う三条姉弟の奇襲方法をコロンビア軍時代の経験に基づいて察知し、的確な判断で被害を抑えた。
紛争と各国政府の利権に関わる事情にも詳しく、陰謀渦巻くマランパ共和国の内戦に、軍人としての経験がない達哉を関わらせたことに異を唱えている。
D.O.M.S.がジオトロン社に乗っ取られた際に激しい怒りを露わにするが、毎月送金している実家の家族を養うために、多くの社員がD.O.M.S.を辞めていく中、第3班のメンバーの中で唯一D.O.M.S.に残った。その後は三条姉弟と共に各地を転戦しているが、麻薬畑の警護など、社会正義に反する任務が増えてきたことで嫌々ながら任務に取り組んでいた。
最終決戦後も、D.O.M.S.に在籍し続けている。
ダニエラ・コールマン
AS整備課の課長を務める、気風の良い性格の女性メカニック。社員同士で行われる賭け事の胴元として小遣い稼ぎをしていることが多い。
達哉のことは体験入社当初から目をかけており、アデリーナのしごきに耐え切った彼を誰よりも先に賞賛した。後に新生D.O.M.S.に合流し、引き続き達哉たちのメカニックを務めた。
最終決戦後、実権を取り戻したD.O.M.S.に復帰した。
サンチャ・ヴァレンティナ
新生D.O.M.S.の拠点「シンドバッド号」の船長を務める女性。旧D.O.M.S.では海運課に所属していた。

### 市ノ瀬家
市ノ瀬 俊之（いちのせ としゆき）
達哉と由加里の父。美樹原組と付き合いが深い土建会社「市ノ瀬建設」を切り盛りする頑固親父だが、会社は銀行からの融資を確約できないほどの危機的な状況にある。
そういった経緯から、達哉には進学して社会の知識をしっかり身につけて安定した職業に就いて欲しいと考えており、高卒で市ノ瀬建設に就職しようと考える達哉とは「半端な気持ちで現場に出られては迷惑だ」と、度々衝突している。
達哉のD.O.M.S.就職にも当初は猛反対していたが、家のために慣れない環境で必死に頑張っている達哉の姿を見て「決めたからには中途半端は許さない」と言いつつ現在は認めている。
市ノ瀬 由加里（いちのせ ゆかり）
達哉の妹で、都立陣代高校に通う一年生。亡くなった母に代わり、市ノ瀬家の家事の一切を取り仕切っている。
料理の腕はかなりのものだが、ゲテモノに属する食材を好んで用いる悪癖がある。
達哉の渡米後に「兄に会いたい」という希望を叶えるため、ベルトランとバクスターに頼み込んで帰りの輸送機に乗せてもらい、アメリカのD.O.M.S.総合訓練所にやってくる。その際、料理長が風邪で体調を崩して急遽人員が必要になったため、調理員として短期間だけ施設で働いていた。帰国後もクララとアデリーナとは親しく友人として付き合っている。

### 陣代高校関係者
小野寺 孝太郎（おのでら こうたろう）
都立陣代高校の地理教師で達哉の担任。生徒らからの愛称は「オノD」。
20代後半で妻子持ち。同校のOBでもあり、前作の主人公である相良宗介のクラスメートでもあった。
この学校を卒業したくても卒業できなかったある生徒の事を、今でも気にしている。
武村 健司（たけむら けんじ）
高校1年からの達哉の友人で、ラグビー部の先代部長。楓共々、夏休みに遊びに行く計画を立てるなど親しくしている。かなりのゲーマーでもあり、部活引退後はゲームセンターによく通っている。
性格は温厚だが、時折、達哉の無神経な所に腹を立てていたが、本当は達哉の才能が羨ましかったと告白。戦場と日常の間で思い悩む達哉に、自分の才能を活かせる場所に行くべきだと諭した。
牧島 楓（まきしま かえで）
達哉が幼稚園にいたころからの幼馴染。
明るく快活な少女で、今でも遊び仲間として親しく付き合っているが、夏休み明けに同じく友人の武村健司を名前で呼び捨てるようになっていたことから、達哉は「2人が親密になったのではないか」と想像している。
達哉が自分とは別の世界に行ってしまう事に薄々感づいており、達哉と健司と一緒にいられる今を大切にしたいと考えていた。

### 日本国政府・自衛隊関係者
下村 悟（しもむら さとる）
陸上自衛隊一等陸佐。
かつてはAS部隊の指揮官だったが、十数年前のASテロ事件時に右足に重傷を負い、ASオペレーターとしての道を閉ざされた。その時に二人の部下を失ったことで、日本を守れるような強力な国産ASを造る事を誓う。市ノ瀬家ならびに達哉を巻き込んでしまったことを負い目に感じており、達哉を自衛隊に誘うなど、何かと気にかけている。
「13年前の調布での事件」で自衛隊が鹵獲した残骸の担当者であった。
霧ヶ谷 大樹（きりがや だいき）
衆議院議員。防衛・外交問題に強く、当選3期目ながら地元からの厚い支持と、卓越した交渉力・調整力を併せ持ち、与党内で若手論客として活躍している。
純国産第3世代AS「AS-1」の配備が取り止めとなったことを惜しみ、自衛隊の下村一佐の協力を得てD.O.M.S.に機体を引き渡し、実戦を経ずして性能試験を行わせる計画を立てる。
D.O.M.S.の乗っ取りにより、極秘計画であるAS-1の試験計画を打ち切ったが、「日本に移送する途中に輸送機が墜落しAS-1と溝呂木が喪われる」というD.O.M.S.の作為を感じさせる行動に不信を持ち内情を調査し、ジオトロン社CEOモーガンの関与を突き止めて、D.O.M.S.を離反したメンバーに奪還計画を依頼した。その後、政権交代により開発計画を取り巻く状況が一変。以降は溝呂木を通し、新生D.O.M.S.にAS-1の改造パーツや3号機・4号機を届けるなどの援助を行い、得られた貴重な戦闘データはAS-1の量産型開発に大きく貢献しているため非常に満足していた。しかし、ガルナスタンでの戦争とそれに新生D.O.M.S.が参加してしまったため状況が一変。これ以上日本製のAS-1がD.O.M.S.の元にあるのは国際政治上問題があると考え、そろそろ潮時だと判断して支援を打ち切る事を考えるようになる。
溝呂木 克郎（みぞろぎ かつろう）
恵比寿重工のASエンジニア。若い頃はMITやプリンストン大学等を渡り歩き、数々の博士号を取得している。
AS-1の開発主任として技研に出向しており、運用データ取得のためD.O.M.S.に同行する。優れた技術者ではあるものの、指輪やピアスで飾り立てたアウトローじみた出で立ちで、物事を「ロッケンロール」か否かで判断する変人。そんな思考回路なためか、ゴスパンクなファッションを「魂の反逆」と称して好むクララとは「ロックな奴」としてウマが合う。反面、生真面目で几帳面なベルトランとは相性が悪く「ロッキンポ野郎」などと罵倒している。
D.O.M.S.の組織改編によりAS-1の試験計画が打ち切られ、日本に帰国する途上でユーコン研究所に軟禁される。研究員として破格の待遇で迎えられるが、彼らの体制をよしとせずにアデリーナ達の奪還作戦に力を貸し、AS-1と共に脱出に成功した。
「13年前の調布での事件」と深く関わりがあり、自衛隊が鹵獲した残骸の解析を行い、「TAROS」を作り上げ、AS-1に組み込んだ。
ジオトロン社に誘拐された際に、＜ケントゥリア＞へ達哉のデータを移植する事に手を貸してしまい、達哉に対し罪悪感を感じている。

### ラシッド王国
ハッサン・ビン・ジャスィーム
ラシッド王国軍中佐。AS教導団の副官にして、ユースフの忠実なお守り役。涙脆い一面がある。現在はユースフと共にD.O.M.S.に所属している。寒さが苦手で射撃が得意。
サミーラ・ビント・ハッサン
ジャスィーム中佐の娘にして、ユースフの侍女。口数が少なく物静かな性格だが、ツッコミは鋭い。
ユースフとは乳母兄弟で、彼をもっともよく知る人物。現在はユースフと共にD.O.M.S.に所属している。
ASの腕は並みの操縦者よりは上と評価されており、実力が一回り上な三条兄妹との戦闘でも、ユースフと息の合った連係でほぼ互角に渡り合った。
アブドゥラ・アル・アテヤ
ラシッド王国の有力族長にして、最大の港湾都市であるアムル市の発展に尽力した人物。
ユースフを表からは支援できない国に代わって、「シンドバッド号」や補給物資の提供などを行っている。
マルヤム
アブドゥラの娘で、ユースフの妻。歳はクララと同じ位。どんな食べ物にも醤油をかけたがる悪癖がある。

### 敵対者達
ロバート・モーガン
ジオトロン・エレクトロニクス社の新任役員。カニンガムの死後、ジオトロン社の新会長に就任した。
アーネスト・カニンガムCEOと共に、日本の次期主力ASとしてM9の売込みに障害となるAS-1を敵視し、新潟の事件を含む一連の事件を企んで奪取を試みる。
AS-1を『パーツ』と呼んで狙い、ユーコン研究所に運び込んだ際に『必要なピース』と呼んでいた「TAROSを通じて蓄積された達也の戦闘データ」を盗み取った。
マオを狙ったテロの黒幕であり、マオの昔の仲間に対して何らかの”対処”をすると発言しているが、実態はクルツによる復讐を恐れている。
11巻の冒頭で、ジオトロン本社の前で自動車に乗り込もうとしたところで不可視モードの〈ケントゥリア〉に襲撃され、死亡した。
ステファン・イリイチ・ミハイロフ
40半ばのスラブ系の傭兵。元ロシア軍所属で、現在は追われる身。菊乃と旭の2人姉弟を率いて暗躍する。菊乃からは「ステンカ叔父様」と呼ばれている。アデリーナは三条菊乃と旭姉弟の仲間という事を当初から知っており、6年前の事件により彼と何らかの因縁がある。
AS操縦者としても超一流で、マランパ共和国での内戦では1つ目の謎のAS〈レガトゥス〉を駆り、投げナイフを用いた戦闘術を披露し、謎のASの性能も相まって戦局を一変させた。初めて対戦するブレイズ・レイヴンのアジャイル・スラスタによる機動にも難なく追従するほどの腕前を持つ。
後に、テロリストによりマオが意識不明の重体に陥った後、ジオトロン社がD.O.M.S.の乗っ取り工作に成功した際に新社長として就任。当初は名目上のみの社長となる予定であったが、お仕着せの立場を良しとせずに自ら社長の仕事をこなしている。
7巻で達哉に敗北した事で、軍を抜けてからテロ屋となった自分が随分と鈍っていた事を自覚。自身の十数年にも及ぶAS操縦者としてのキャリアにわずか数か月で追いついてみせた達哉を、全力で戦うに値する宿敵であると認識し執着するようになる。
三条 菊乃（さんじょう きくの）
、達也達と同年代のテロリストで、弟の旭とペアを組み、主に近接格闘戦を担当する。物静かで上品な印象を与えるが、戦場で育ったため、戦いを好む戦闘狂の気や、戦いを恋愛になぞらえる奇妙なロマンチシズムを併せ持つ。AS-1受領のために日本に来ていたアデリーナに対して、挨拶がてらゲームセンターのAS操縦ゲームに乱入し勝利する。その後D.O.M.S.訓練施設にAS-1を運んでいた達哉たちを奇襲し、近接戦仕様のRk-02を駆ってアデリーナのM9アーマードと対決。撃破寸前まで追い詰めるも、達哉の操縦するAS-1に撃墜され、敗北の屈辱と共に感じた自分を降した者への興味から、達哉に対し殺したいという歪んだ恋心を抱く。
テロリスト歴はそれなりに長く、一度たりとて敵に情けをかけたことは無いにも関わらず、人を殺害出来た事が無かった。このことについて常々思うところがあったようだが、達哉に敗北した後は「『初めて』は恋した人に捧げたい」という持論を展開するようになり、その実現のために任務中敵機を倒しても、搭乗者が間違って死なないように手心を加え始める。
ただし、搭乗者が女性の場合は殺してもノーカウント扱いらしく、ブレイズ・レイヴンを駆るアデリーナとの2度目の対戦では殺すつもりで全力で斬りかかっているが敗れ、次こそ殺すと宣言して撤退する。5巻において、AS-1奪取作戦のためにジオトロン・エレクトロニクス社のユーコン研究所に潜入していた達哉を見つけるが、それを通報せずに達哉に自分の思いを伝え、ファーストキスを捧げた（同時に達哉のファーストキスを奪う形になった）。
また、派手な装飾や芝居掛かった様式美を愛するユースフには同類として何か通じるものを感じるようで気に入っている模様。
6巻において、クインコム要塞内での戦闘中に＜エンハンスド＞から脱出不可能となり、眼前で焼死しかけていた弟に達哉と共に慈悲の一撃を与えた。その後、新生D.O.M.S.の捕虜となるが、7巻においてシンドバッド号がマルヤムを誘拐した海賊の襲撃を受けた際、船を守るためにクララと溝呂木に釈放され、AS-1の4号機「イージス・レイヴン」を操縦し、アデリーナのブラスト・レイヴンと共に船を守りきった。この際に達哉と同じくTAROSに適正がある事も判明した。
その後、海賊のバックについていたミハイロフと対峙し、彼が自分たち姉弟を道具としてしか見ていなかった事実を再確認。同時に「戦闘狂」という役割を演じることで、本来は戦いに向かない心の弱い自分を誤魔化していたのだと悟り、ミハイロフやジオトロン社と決別。新生D.O.M.S.の新たな一員となった。そして、アデリーナに対しては「これからは、自分の慕情と肉欲に素直になる」と、達哉を巡る恋のライバルとなることを宣言した。
リーナに対しては、達哉を巡る恋敵であると同時に友情のような思いも抱いている。D.O.M.S.の一員となってからは、リーナの事をからかいながらも認めている様子が窺えた。ガルナスタンでの戦いに新生D.O.M.S.が敗北した際、リーナが撃墜されて死んだのだと思った時には、泣きそうになる弱い自分を必死に押さえて達哉を脱出させるために決死の逃走を行った。
三条 旭（さんじょう あきら）
菊乃の弟。姉のように私情を戦いに持ち込むことはしない常識人だが、姉に比べてやや激情しやすい面が見受けられる。菊乃と共に砲撃戦仕様のRk-02を駆ってD.O.M.S.チームを奇襲し、カルロスのM9アーマードを大破させ、クララを危機に追いやるが、AS-1の常識を無視した機動に翻弄され、乗機の頭・両腕を破壊され敗北。
姉とは違い幾度も人殺しの経験があり、敵は容赦せず搭乗機の圧倒的な火力で虐殺している。戦闘では主に砲撃戦を担当する。何かとユースフを挑発する言動が多いが、実力は認めていた模様。
姉のロマンチストぶりや自分勝手さが悩みの種で、ステファンに対して度々そのことを謝っている。
6巻において、クインコム要塞内での戦闘中に「ケントゥリア」による『同士討ち』に巻きこまれ大破した〈エンハンスド〉から脱出不可能となり、加えて現場で火災が発生したことから「自分はもう助からない」と確信し、姉や達哉に「焼け死ぬのは嫌だから殺してほしい」と懇願し、「慈悲の一撃」を受け、安らかに息を引き取った。
ナタリア・イワノヴナ・ヤコブレワ
ジオトロン社にD.O.M.S.が乗っ取られた後の社長秘書を務める女性。AS操縦の心得があり、民兵時代のアデリーナに訓練を施していた。三条姉弟が居なくなってからは、あらゆる面でミハイロフの実質的な片腕となっている。
ヨナタン・クルピンスキー
D.O.M.S.の技術顧問として、ジオトロン社のAS開発部から出向してきた男。目的のためには手段を選ばないタイプで、非道な手段でも平気で使う。開発者でありながらAS乗りでもあるという珍しい肩書きを持つ男で、腹に一物抱えている事をミハイロフは理解しながらも共に戦っている。「カエサル・プロジェクト」の為に、＜インペリウム・ネットワーク＞の完成を目論んでいる。
その正体はかつてのアマルガム幹部『ミスタ・Ni（ニッケル）』で、かつてミスタ・Ag（シルバー）の下でラムダ・ドライバの研究開発に従事していた。天才であるミスタ・Agへのコンプレックスが強く、研究者でありながらASに乗るスタイルも彼の模倣である。ラムダ・ドライバおよびミスタ・Agへの執着から、ラムダ・ドライバの再現に止まらず、更なる発展を目的とした「カエサル・プロジェクト」を発案、実行に移す。

#### マランパ共和国
マホメド・サムラ
アフリカの独裁国家、マランパ共和国軍の陸軍少佐。3年前に死亡しており、ベルトランの回想でのみ登場する。フランスの駐マランパ大使の息子だったベルトランとはかつて幼馴染の関係だった。国の体制を変えるためにクーデターを計画していたが、当時フランス陸軍大尉としてその件を調査しに来ていたベルトランと対峙し殺された。息を引き取る寸前に、自分がクーデターの首謀者であることを妹のサラには知らせないで欲しいと言い残していたが、サラもまた彼の遺志を継いで国を変えようという思いを抱くことになる。
サラ・サムラ
マランパ共和国の陸軍少佐。兄のマホメドともどもベルトランとは幼馴染だったが、3年前に兄をベルトランに殺されてからは疎遠になっていた。
アメリカ政府の思惑により、D.O.M.S.の教導を受け、兄の遺志を継ぐ形で国を変えようとしていたが、植民地時代の権益確保を図るフランスDGSEの暗殺依頼により、反政府軍との交戦中にミハイロフの駆る謎のASに遭遇し撃破されてしまう。駆けつけたベルトランに助け出されるが致命傷を負っており、彼に看取られて息を引き取った。短期間とはいえ、仲間として彼女と共に戦った達哉は、その死に際し、初めて敵に対する明確な殺意を抱く。また、D.O.M.S.とサラが大国間の利権のダシに使われたという事実は、達哉の心に少なからず傷を残した。

#### ガルナスタン共和国
オルカン・アタエフ
ガルナスタン共和国大統領ムーザ・アタエフの息子で、共和国防衛隊の中将を務めている。気が弱く頼りない性格で、大統領である母親に支配されている一方、幼馴染のソラヤに特別な感情を抱いていた。クルピンスキーにTAROSの適合者として目を付けられていた。
ソラヤ・パルミシュ
ガルナスタン共和国防衛隊の少尉。パルミシュ将軍の娘であると同時に、オルカンとは幼馴染。祖国の未来のためにクーデターに参加していたが、〈トゥリヌス〉とリンクしたオルカンによって全てが水泡に帰す。その際にオルカン率いるケントゥリアによって捕らえられ、性格の変貌した彼と再会し衝撃を受ける。その後、拘束されたソラヤは、オルカンの隣に侍らされて目の前で同士が処刑される様を見せ付けられたり、父親の死の真実を教えられたり部屋に監禁されて性的に弄ばれるなどされ、彼に恐怖と嫌悪を抱くようになり、精神的にも追い詰められることになった。
達也とオルカンの最終決戦の際に救助され、オルカンに複雑な思いを抱きつつも彼を嫌いになりきれないことを自覚し、達也にオルカンの救助を頼む。全ての因縁に決着がついた後は、幼児退行化したオルカンを連れてラシッド王国へ亡命した。
亡命後は全てを投げ出して国を崩壊させてしまった責任を感じつつも、多くの出来事を経ても自分へ笑顔を向けてくれるオルカンの世話をしながら暮らしている。

### Navy SEALs
ロニー・ゼンメルヴァイス
米軍特殊部隊隊員の一等兵曹で、ケントゥリアに襲われていた達哉と菊乃を、M9A2SOPで助けた。コールサインはセプテンバー6。
カエサル・プロジェクト反対派の米軍関係者の要請でやってきた。
アナザーより十数年前に当たる前作の短編集「テッサのお墓参り」でテッサとアルが出会った少年で、今はクララの義兄となっている。テッサとの親交は続いている模様で、任務中でも手紙を書いたりしている様子が描かれている。
8巻において、新D.O.M.Sの撤退に協力し、クララとユースフ達をNATO軍基地へ送り届けた。

### その他
TT
テレサ・テスタロッサその人で、マオが不在の時はクララを預けていた。
セガール
かつてのマオやクルツの仲間の一人。クララは知り合いとして頼ろうとしたが、現在の生活を尊重したクルツに止められた。
スガモ屋の主人
市ノ瀬家がよく利用している食材屋の店長。
貴重な高級食材や珍味を安く提供できる謎のコネクションを持つ。
マーカス・アンダーソン
テキサス州のアンダーソン牧場に住む少年。両親を事故で亡くして以来、祖父母に育てられている。牧場仕事を手伝っていることもあって、おとなしめな性格とは裏腹に体力があり、無免許だが車の運転もこなせる。牧場の地下に埋蔵している石油を狙うドナルド・レスターにクララと2人で誘拐されるが、達哉たちの奇襲で出来たスキを突いてクララを救うきっかけを作った。その褒美としてクララにキスされ、再会するまでに男を磨くことを約束して別れる。
ヘンリー・アンダーソン
マーカスの祖父で、アンダーソン牧場の経営者。クルツに牧場の危機を救ってもらったことから、彼を居候として泊めている。普段は温厚な老人だが、西部の男らしく肝っ玉が座っており、ドナルド一味の襲撃に際しては、南北戦争時代の古ぼけた手回し式のガトリングガンを持ちだして反撃した。
マギー・アンダーソン
マーカスの祖母。ヘンリーが使用したガトリングガンは彼女が結婚時に持参金代わりに持ってきたもので、扱いも手馴れている。
ドナルド・レスター
アンダーソン牧場と、その周囲の土地の地下に眠る石油を狙う地上げ屋。チンピラまがいの部下を引き連れて強引に地上げを進めるために嫌われており、アンダーソン牧場とも対立している。偶然テキサスを訪れていたクルツに部下を叩きのめされたことで業を煮やし、クララとマーカスを誘拐して土地を明け渡させようとしたが、達哉やクルツ達に奇襲されて計画は失敗に終わり、最後は警察に逮捕された。

## 登場機

### アーム・スレイブ（AS）
AS-1　ブレイズ・レイヴン
技術研究本部と恵比寿重工（EHI社）ほか数社が試作した純国産の第3世代型AS。
M9 米軍仕様
米軍に正式採用されたM9。ペットネームは「ガーンズバック」。
その他のASについては

### パワー・スレイブ（PS）
本作より登場した、ASの技術を民間転用して開発された重機。2000年代に入り急速に普及し始めている。
操縦方法はセミマスタースレイブが採用されており、一般的なASとほぼ変わらない。
PS550-4V ダイダラ
2000年に小松製作所が開発・販売し、ベストセラーとなった機体。パワーショベルの代名詞として「ユンボ」という名前が使われているのと同じように、ダイダラという名前がPS全体の代名詞として使われている。
いくつかのバリエーションが存在し、その中の4V型は簡易的な車両に可変する機構を持ち、現場まで自走して行くことができる。ただし、機体構造が複雑化したことで故障しやすい機構でもあるため、市ノ瀬建設では可変させずにトラックで現場まで運搬していく方針を取っている。
作業内容に応じてアタッチメント式のアームを交換することが出来る。コクピットはASのものよりはるかに簡易的かつ開放的で、作業の合間にマスター・アームから腕を抜いて休憩することも可能。なお、バイラテラル角の調整は不要な模様。
エイプ E50
アメリカのCAT製PS。全米各地の山岳救助隊や、米軍の工兵部隊などでも採用されている。パワーは「ダイダラ」以上だが、燃費や故障率の点で劣る。後方視認性にやや難があるため、現場の判断でミラーが後付けされている機体も多い。既に生産終了しており、改良型のE52が流通している。
タイニー・サベージ
PSにハリボテを取り付け、Rk-92サベージそっくりな外見にしたもの。富裕層向けの「スポーツ用PS」の1つであり、これ以外にも様々なカスタムPSが販売されている。

## 登場組織
D.O.M.S.（Dana O'shee Military Service / ダーナ・オシー・ミリタリーサービス）
第1巻 - 第4巻
民間軍事会社（PMC）ではあるが、実戦に関わることはほぼなく、市民の護身術講座から各国軍のAS部隊の訓練におけるアグレッサー役まで、様々な人や組織への訓練機会を提供する国際企業。
本社所在地はロサンゼルス。代表取締役社長はメリッサ・マオ。役員にクルツ・ウェーバーが就任している。
マオのコネクションは社員が把握できないほど幅広く、アメリカ政府からの依頼を受けることもある。ASは各国の機体を積極的に揃えており、どのようなルートを用いたのかは不明であるが、輸出禁止のはずの日本の96式改すら入手している。
社名のダーナ・オシーとは、ケルト神話において、ダーナ神族が楽園に移り住んだ時の名である。
第5巻以降
社長のマオが不在の隙を突き、ジオトロン・エレクトロニクス社に役員会を懐柔され、新社長としてステファン・イリイチ・ミハイロフが就任。一部のメンバーを除き、その経営方針に反対したかなりの社員が退社した。最終決戦後にマオに奪還され、分裂していた新生D.O.M.S.と合併して元の状態に戻った。
新生D.O.M.S.（Dana O'shee Military Service / しんせいダーナ・オシー・ミリタリーサービス）
ベルトランを代表にD.O.M.S.を退社したメンバーが作った新会社。資金提供主はユースフ、社長はクララ・マオ。
ジオトロン・エレクトロニクス社
世界初のASであるXM4を生み出した会社。その後もM6シリーズやM9シリーズといったベストセラー機を世に送り出している。
一方で冷戦構造の終焉に伴い、世界的な軍縮の流れで経営が傾きつつある。そのため日本独自のAS開発技術を潰し、日本へM9を売り込む事を目論んでいる。
第4巻にてテロリストを雇い、D.O.M.S.社長のマオを爆弾テロで襲撃し、瀕死の重傷を負わせた。そのスキを突いてD.O.M.S.の乗っ取り工作を進め、自分たちの息がかかったステファンを社長に据えさせた。
M9A2SOP『シグマ・エリート』の改装作業を請け負った「キャバリア・ダイナミクス」と、その仕様と契約内容、組み込まれた新機軸のパテントについて法廷闘争を繰り広げている。
次期AS（第4世代）の開発計画に参加し「XM13」を開発中で、ここでも「キャバリア・ダイナミクス」と競争試作の間柄となっている。
恵比寿重工（EHI）
日本の企業。東芝の子会社という設定、技術研究本部と組んでAS-1を開発した。なお東芝は三井『重工』の子会社である。
一時期開発は停滞していたが、D.O.M.S.でのAS-1の稼動データと華やかな戦果により活発化し、様々な試作品を開発している。
ツーソン・インスルメンツ
J.J.コートニー退役中佐が立ち上げた企業で、M6A2E2「ブッシュマスター」の『ブルローダー』補助駆動システムや、アデリーナが菊乃と対峙した際に使用した「M57 57mmハンドガン」を開発している。
キャバリア・ダイナミクス
M9A2SOP『シグマ・エリート』の改装作業を請け負った、ボストンに居を構える企業。
若いAS技術者と退役軍人達が立ち上げた新企業ながら、短期間のうちに挙げた実績とコネクションから、現場の特殊部隊員からの推薦でこの事業を請け負い、M9A2をミスリルのM9に匹敵する性能に仕上げた。D.O.M.S.と同じく、実は前作のミスリル絡みのメンバーが立ち上げた企業。
次期AS（第4世代）の開発計画にも参加しており、ジオトロン社の「XM13」と競争試作中で、GEと組んで「XM11」を開発している。
技術研究本部
防衛省に属する、自衛隊の装備品に関する研究・開発・調査等を行う機関。恵比寿重工と組んでAS-1を開発した。

## 既刊一覧

### 小説
第9巻、SS巻は短編となっている。
- 大黒尚人（著）・賀東招二（原案・監修）・四季童子（イラスト）、富士見書房→KADOKAWA〈富士見ファンタジア文庫〉、全13巻
  1. 『フルメタル・パニック！ アナザー1』2011年8月20日発売[10]、ISBN 978-4-8291-3669-0
  2. 『フルメタル・パニック！ アナザー2』2011年12月20日発売[11]、ISBN 978-4-8291-3709-3
  3. 『フルメタル・パニック！ アナザー3』2012年3月17日発売[12]、ISBN 978-4-8291-3739-0
  4. 『フルメタル・パニック！ アナザー4』2012年8月17日発売[13]、ISBN 978-4-8291-3789-5
  5. 『フルメタル・パニック！ アナザー5』2013年2月20日発売[14]、ISBN 978-4-8291-3856-4
    - ブレイズ・レイヴン二号機（ROBOT魂）付限定版：2013年2月7日発売[15]、ISBN 978-4-8291-7714-3

  6. 『フルメタル・パニック！ アナザー6』2013年9月20日発売[16]、ISBN 978-4-8291-3933-2
  7. 『フルメタル・パニック！ アナザー7』2014年1月18日発売[17]、ISBN 978-4-04-070003-8
  8. 『フルメタル・パニック！ アナザー8』2014年8月20日発売[18]、ISBN 978-4-04-070279-7
  9. 『フルメタル・パニック！ アナザー9』2014年11月20日発売[19]、ISBN 978-4-04-070382-4
  10. 『フルメタル・パニック！ アナザー10』2015年2月20日発売[20]、ISBN 978-4-04-070280-3
  11. 『フルメタル・パニック！ アナザー11』2015年9月19日発売[21]、ISBN 978-4-04-070668-9
  12. 『フルメタル・パニック！ アナザー12』2016年2月20日発売[22]、ISBN 978-4-04-070669-6
  13. 『フルメタル・パニック！ アナザーSS』2016年2月20日発売[23]、ISBN 978-4-04-070667-2

#### その他
- ワールド・ビークル・チャレンジャー（ファンタジア文庫25周年アニバーサリーブック所収）

### 漫画
たいち傭によるコミカライズ。『ニュータイプエース』（角川書店）2011年Vol.2号より連載開始したがニュータイプエースの休刊により、『角川ニコニコエース』に移籍。角川ニコニコエースにおいては毎月第四火曜日更新となっている。単行本は角川コミックス・エース（角川書店）より発売、原作をほぼ忠実にコミカライズしており、原作の第一章分は全6巻である。原作の第二章にあたる部分は、『フルメタル・パニック！ アナザーΣ（シグマ）』とタイトルを変え2014年Vol.156号より連載を開始。2015年Vol.195号で第11話を最後に更新が停止している。
- 大黒尚人（原作）・賀東招二（原作）・たいち傭（作画） 『フルメタル・パニック！ アナザー』 角川書店→KADOKAWA〈角川コミックス・エース〉、全6巻
  1. 2012年3月22日発売[24]、ISBN 978-4-04-120176-3
  2. 2012年8月8日発売[25]、ISBN 978-4-04-120332-3
  3. 2013年2月7日発売[26]、ISBN 978-4-04-120582-2
  4. 2013年7月6日発売[27]、ISBN 978-4-04-120781-9
  5. 2013年12月6日発売[28]、ISBN 978-4-04-120944-8
  6. 2014年8月26日発売[29]、ISBN 978-4-04-101897-2
- 大黒尚人（原作）・賀東招二（原作）・たいち傭（作画） 『フルメタル・パニック！ アナザーΣ（シグマ）』 KADOKAWA〈角川コミックス・エース〉、既刊2巻（2015年11月26日現在）
  1. 2015年2月26日発売[30]、ISBN 978-4-04-102786-8
  2. 2015年11月26日発売[31]、ISBN 978-4-04-103585-6